# Саргая (хребет)
Саргая — горный хребет на границе Хакасии и Кемеровской области, относится к системе осевого хребта Кузнецкого Алатау, простирается почти в субмеридиональном направлении более чем на 40 км.
Наивысшая отметка — гора Малый Каным (абс. высота 1507 м, отн. выс ок. 500 м). Вершины плоские, с отдельными скалами-останцами высотой 5—8 м.
Лишён растительности, склоны крутые, расчленены долинами горных рек — правых притоков верховий pек Чёрного Июса и Чёрной Усы.